# Karel Augusta
Karel Augusta (6. června 1935 Praha – 31. května 1998 Praha) byl český herec.

## Život
Po maturitě na Českoslovanské akademii obchodní v Resslově ulici v Praze vystudoval herectví na pražské DAMU, po absolutoriu (1957) působil ve Slováckém divadle v Uherském Hradišti (1957–1960), Horáckém divadle v Jihlavě (1960–1962), Satirickém divadle Večerní Brno (1962–1968), Státním divadle v Brně (1968–1969). V roce 1970 přešel do Prahy, kde byl postupně angažován v Rokoku, Divadle Na zábradlí (1971–1980), Městských divadlech pražských (1980–1990), hostoval také v Hudebním divadle Karlín.
Vedle převážně komediálního repertoáru ztvárnil řadu velkých dramatických rolí hlavně v období svého angažmá v Divadle Na zábradlí, vystupoval také jako konferenciér a klaun v kabaretních a cirkusových představeních. Ve filmu a v televizi byl spíše hercem malých rolí (vystupoval ve 150 filmech), jež ho však proslavily. Známými jsou například jeho role instalatéra ve filmu …a zase ta Lucie!, či role ve filmu Příště budeme chytřejší, staroušku!, výraznou roli vytvořil i ve filmu Kamarád do deště a volném pokračování Kamarád do deště 2: Příběh z Brooklynu. Spolupracoval také s rozhlasem a dabingem.

## Divadelní role
- 1979 T. M. Plautus, J. Knauth: Tlučhuba, Paléstrio, Městská divadla pražská, režie Ladislav Vymětal

## Filmografie

### Film
- 1956 Váhavý střelec
- 1960 Valčík pro milión
- 1968 Všichni dobří rodáci
- 1969 Panenství a kriminál
- 1969 322
- 1970 Tvář pod maskou
- 1970 Kateřina a její děti
- 1970 Čtyři vraždy stačí, drahoušku
- 1971 Šance
- 1971 Slaměný klobouk
- 1971 Psi a lidé
- 1971 Princ Bajaja
- 1971 Petrolejové lampy
- 1971 My tři a pes z Pětipes
- 1971 Dívka na koštěti
- 1971 Černý vlk
- 1972 Zlatá svatba
- 1972 Ukradená bitva
- 1972 O Sněhurce
- 1972 Morgiana
- 1972 Dvě věci pro život
- 1972 Akce Bororo
- 1973 Zlá noc
- 1973 Maturita za školou
- 1973 Adam a Otka
- 1974 Zbraně pro Prahu
- 1974 V každém pokoji žena
- 1974 Noc oranžových ohňů
- 1974 Kvočny a Král
- 1974 Jak utopit dr. Mráčka aneb Konec vodníků v Čechách
- 1974 Holky z porcelánu
- 1975 Tobě hrana zvonit nebude
- 1975 Romance za korunu
- 1975 Pomerančový kluk
- 1975 Páni kluci
- 1975 Na konci světa
- 1975 Mys dobré naděje
- 1975 Hřiště
- 1975 Holka na zabití
- 1975 Dvojí svět hotelu Pacifik
- 1975 Dva muži hlásí příchod
- 1976 Smrt na černo
- 1976 Případ mrtvých spolužáků
- 1976 Parta hic
- 1976 Noc klavíristy
- 1976 Konečně si rozumíme
- 1976 Dobrý den, město
- 1976 Bouřlivé víno
- 1977 Zlaté rybky
- 1977 Talíře nad Velkým Malíkovem
- 1977 Sázka na třináctku
- 1977 Řeknem si to příští léto
- 1977 Proč nevěřit na zázraky
- 1977 Podivný výlet
- 1977 Oddechový čas
- 1977 Jak se točí Rozmarýny
- 1977 Hop – a je tu lidoop
- 1977 Hodina pravdy
- 1978 Vražedné pochybnosti
- 1978 Tajemství Ocelového města
- 1978 Princ a Večernice
- 1978 Panna a netvor
- 1978 Od zítřka nečaruji
- 1978 Já už budu hodný, dědečku!
- 1978 Já to tedy beru, šéfe...!
- 1979 Zlatí úhoři
- 1979 Tvář za sklem
- 1979 Tím pádem
- 1979 Na pytlácké stezce
- 1979 Kam nikdo nesmí
- 1979 Hodinářova svatební cesta korálovým mořem
- 1979 Causa králík
- 1979 Božská Ema
- 1980 V hlavní roli Oldřich Nový
- 1980 Útěky domů
- 1980 Romaneto
- 1980 Půl domu bez ženicha
- 1980 Něco je ve vzduchu
- 1980 Evžen mezi námi
- 1980 Blázni, vodníci a podvodníci
- 1981 Vrchní, prchni
- 1981 Pytláci
- 1981 Monstrum z galaxie Arkana
- 1981 Krakonoš a lyžníci
- 1981 Kinoautomat Kobe
- 1981 Buldoci a třešně
- 1982 Zelená vlna
- 1982 Srdečný pozdrav ze zeměkoule
- 1982 Smrt talentovaného ševce (dle románu Václava Erbena)
- 1982 Příště budeme chytřejší, staroušku!
- 1982 Jak svět přichází o básníky
- 1983 Vítr v kapse
- 1983 Modré z nebe
- 1983 Levé křídlo
- 1983 ...a zase ta Lucie!
- 1984 Hele, on letí!
- 1987 Přátelé Bermudského trojúhelníku
- 1987 Narozeniny režiséra Z.K.
- 1988 Kamarád do deště
- 1988 Vekslák
- 1988 Čekání na Patrika
- 1989 Poklad rytíře Miloty
- 1990 Silnější než já
- 1991 Osudné dveře
- 1992 Kamarád do deště 2: Příběh z Brooklynu
- 1993 Proces
- 1993 Zkouška paměti
- 1993 Divoké pivo
- 1994 Andělské oči
- 1995 Růženo!
- 1995 Malostranské humoresky
- 1999 Plunkett & Macleane

### Televize
- 1973 Kdo je kdo (TV hra)
- 1974 Televize v Bublicích aneb Bublice v televizi
- 1974 Královský gambit (TV inscenace)
- 1975 Pan Tau (TV seriál)
- 1976 Enyky Benyky (TV seriál)
- 1977 Uloupený smích (TV inscenace)
- 1978 Plácek (TV film)
- 1978 Miluji Tě! (TV film)
- 1978 Řemen (TV komedie) – role: okradený zákazník
- 1979 Zkoušky z dospělosti (TV seriál)
- 1979 Švec Janek v pohádkové zemi (TV inscenace)
- 1979 Nebožtíci na bále (TV hra)
- 1979 Start (TV seriál) - role: Vláďa Skála, bratr trenéra Skály
- 1979 Láďo, ty jsi princezna! (TV film)
- 1979 Arabela (TV seriál)
- 1980 Veronika, prostě Nika (TV film) – role: pedofil
- 1980 Mít tak holku na hlídání (TV inscenace)
- 1981 Pošťácká pohádka (TV film)
- 1982 Švédská zápalka (TV inscenace)
- 1984 Rozpaky kuchaře Svatopluka (TV seriál)
- 1984 My všichni školou povinní (TV seriál)
- 1984 Létající Čestmír (TV seriál)
- 1984 Honza a tři zakleté princezny
- 1984 Bandité (TV film)
- 1985 Vlak dětství a naděje (TV seriál)
- 1985 Slavné historky zbojnické (TV seriál)
- 1985 O chamtivém strašidle (TV inscenace)
- 1986 Zlá krev (TV seriál)
- 1986 A co ten ruksak, králi?
- 1986 Malý pitaval z velkého města (TV seriál, 12. díl Exoti)
- 1987 Panoptikum Města pražského (TV seriál)
- 1989 Smrt v kruhu (TV film) – role: velkouzenář Nitra
- 1989 Sestra Amáta (TV film)
- 1991 Wolfgang A. Mozart (TV seriál)
- 1991 Muž, který neměl důvěru (TV film)
- 1992 Osvětová přednáška v Suché Vrbici (TV film)
- 1992 Náhrdelník (TV seriál)
- 1994 Poslední slovo (TV inscenace)
- 1996 Život na zámku (TV seriál)